# 오중기
오중기(吳仲基, 1967년 7월 23일 ~ )는 대한민국의 정치인이다.

## 학력
- 1975 ~ 1980 포항영흥국민학교 졸업
- 1980 ~ 1983 대동중학교 졸업
- 1983 ~ 1986 대동고등학교 졸업
- 1986 ~ 1992 영남대학교 철학 학사

## 생애
경상북도 포항시 죽도시장에서 과일, 해산물 도매상을 하던 상인의 아들로 태어났다. 대동고등학교, 영남대학교 철학과를 졸업했다. 대학시절 과회장, 문과대 학생회장, 전대협 통일선봉대 대구경북지역대장도 맡았다. 1990년 국가보안법 위반으로 수배를 받게 되었고, 7개월가량 도망을 다녔지만 결국 붙잡혀 구속되었다. 몇 달 후 집행유예로 풀려났고, 곧 방위병으로 군대에 입대했다.
졸업 후 학원 강사를 하다가 한국일보와 동아일보에서 근무했다.
경상북도에서 국회의원에 두 번 출마했고, 경상북도지사에도 도전했으나 연이어 낙선했다.
18·19대 대선에서 더불어민주당 경북도당위원장으로서 문재인 대통령 후보의 경상북도 선거대책위원회 상임위원장을 맡았다. 2017년 1월 문재인 대표가 구미시청을 방문해 박사모의 습격을 받을 때 이를 온몸으로 방어하다가 아스팔트 바닥에 넘어지기도 하였다. 더불어민주당 경북도당 위원장 경선 과정에서 금품을 제공한 혐의로 기소되어 벌금 100만원을 선고받았다. 당시 사건을 선거관리위원회에 신고한 이는 당시 야인으로 있던 문재인 대통령과 통화 후 마음을 굳혔다고 말했다.
2017년 문재인 정부에서 청와대 청와대 균형 발전 선임행정관을 지냈다.
2018년 지방선거에 더불어민주당 경상북도지사 후보로 단수 공천되어 출마했으나 낙선하였다.

## 경력
- 1995년 ~ 2002년:  한국일보 근무
- 2002년 ~ 2006년:  동아일보 근무
- 2007년: 김근태 보건복지부장관 특별보좌관
- 2008년~: 민주당 포항시북구 지역위원장
- 2012년: 제18대 대통령선거 문재인 후보 경상북도 선거대책위원회 상임위원장
- 2012년 5월~: 민주통합당 경북도당위원장
- 2013년: 민주통합당 비상대책위원
- 2013년 9월: 민주당 공천심사위원
- 2015년: 새정치민주연합 당무위원
- 2017년: 제19대 대통령선거 문재인 후보 경상북도 선거대책위원회 상임위원장
- 2017년: 문재인정부 청와대 균형발전비서관실 선임행정관

## 역대 선거 결과
|  | 5.79% |

|  | 14.93% |

|  | 12.71% |

|  | 34.32% |

|  | 31.38% |

|  | 28.90% |